# کامیل وینبوش
کامیل وینبوش (انگلیسی: Camille Winbush؛ زادهٔ ۹ فوریهٔ ۱۹۹۰) بازیگر اهل ایالات متحده آمریکا است.
او تا کنون سه مرتبه، برندهٔ «جایزه ایمیج» و یک باز نیز برندهٔ «جایزه هنرمند جوان» گردیده است.

## گزیدهٔ آثار

### سینما
- گوست داگ: سلوک سامورایی[۳] (۱۹۹۹)
- پاک کننده[۴] (۱۹۹۶)

### تلویزیون
- آناتومی گری (۲۰۰۷)
- ذهن‌های مجرم (۲۰۰۷)
- بخش فوریت‌های پزشکی (۲۰۰۵)